# كارلو إمانويلي الثالث
كارلو إمانويلي الثالث (بالإنجليزية: Charles Emmanuel III of Sardinia)‏ (و. 1701 – 1773 م) هو أرستقراطي؛ كان ملك سردينيا ودوق سافوي، ولد في تورينو، توفي في تورينو، عن عمر يناهز 72 عاماً.